# Barania Baszta
Barania Baszta (słow. Barania bašta) – drugorzędne i mało wybitne wzniesienie znajdujące się w długiej południowo-wschodniej grani Wyżniego Baraniego Zwornika, w masywie Baranich Rogów w słowackiej części Tatr Wysokich. Od głównego, południowo-wschodniego wierzchołka Baranich Rogów Barania Baszta oddzielona jest płytkim siodłem Przełączki za Baranią Basztą, od wschodu natomiast sąsiaduje z Baranim Mnichem oddzielonym Przełączką za Baranim Mnichem. Na wierzchołek Baraniej Baszty nie prowadzą żadne znakowane szlaki turystyczne, dla taterników największym wyzwaniem jest jej wschodnia ściana opadająca w kierunku Doliny Dzikiej. Od strony południowego zachodu pod szczyt podchodzą rumowiska Baraniej Galerii. Najdogodniejszym sposobem wejścia na jej wierzchołek jest przejście granią od Baraniej Przełęczy.

## Historia
Pierwsze zarejestrowane wejścia turystyczne:
- Kazimierz Bizański, Janusz Chmielowski, Witold Chmielowski, Adam Lewicki, Jan Bachleda Tajber, Klemens Bachleda i Wojciech Brzega, 24 września 1901 r. – letnie,
- Tibold Kregczy, Lajos Rokfalusy i Zoltán Votisky, 17 kwietnia 1911 r. – zimowe.